# Yorkshire pudding
Lo Yorkshire pudding (Budino dello Yorkshire) (IPA: /ˈjɔːrkʃə ˈpʊd.ɪŋ/) è una preparazione tradizionale inglese originaria dello Yorkshire costituita da una pastella cotta al forno e utilizzata per accompagnare il roast beef o altre preparazioni ricche di salse e sughi.